# The Art of Crossing a Bridge
|  | Denne artikel er oprettet af botten PalnaBot ud fra en ekstern database. Den kan derfor have sproglige fejl eller mangler. Denne skabelon kan fjernes efter kontrol af indholdet. |

The Art of Crossing a Bridge er en dansk kortfilm fra 2012 instrueret af Asger Lindgaard og efter manuskript af Jesper Fink.

## Handling
Camilo er en ung cubansk mand, der bor i Sverige med sin danske kone. De ønsker bare at leve i fred, men reglerne i det danske og svenske samfund fører dem ud i problemer af kafkaske dimensioner. Camilo må vælge i mellem at tage tilbage til Cuba og måske komme i fængsel, eller blive i Skandinavien ulovligt med sin elskede

## Medvirkende
- Ricardo Axel Castillo, Camilo
- Christine Albrechtslund, Lis
- Cecilia Zwick Nash, Monica
- Marlon Sebastian Nielsen, Estéban